# Parribacus
Parribacus là một chi tôm mũ ni trong họ Scyllaridae. Các loài trong chi này đều được sử dụng tại địa phương làm nguồn thực phẩm cho con người.

## Các loài
Chi này được ghi nhận có 6 loài:
- Parribacus antarcticus (Lund, 1793)
- Parribacus caledonicus Holthuis, 1960
- Parribacus holthuisi Forest, 1954
- Parribacus japonicus Holthuis, 1960
- Parribacus perlatus Holthuis, 1967
- Parribacus scarlatinus Holthuis, 1960